# Большой Медведь
Большой Медведь (англ. Big Bear, на языке кри Mistahimaskwa; ок.1825 — 17 января 1888) — вождь равнинных кри, возглавивший их во время Северо-Западного восстания в Канаде.

## Ранние годы
Большой Медведь родился на Северо-Западе Канады, вероятно неподалёку от форта Карлтон. Возможно его родители были оджибве, но сам Большой Медведь вырос среди равнинных кри, в общине, которая проводила зиму в окрестностях Норт-Саскачевана.
По данным Компании Гудзонова залива, в 1862 году он был лидером большой группы кри около форта Карлтон. Позже, Большой Медведь перебрался в район форта Питт, где возглавлял небольшую общину равнинных кри.
В 1870 году он участвовал в битве на реке Белли, между равнинными кри и черноногими. Согласно записям канадского правительства, Большой Медведь в 1874 году возглавлял отряд кри, состоявший приблизительно из 520 человек.

## Восстание
К концу 1870-х годов коренное население канадских равнин было вынуждено вести полуголодное существование, так как популяция бизона была практически полностью уничтожена, а канадское правительство не стремилось соблюдать условия договоров с индейскими племенами.
Большой Медведь отказался подписывать новые договора с властями Канады, считая, что белые люди не выполняют своих обязательств, а только хотят лишить земли индейцев. Он пытался добиться того, чтобы индейские резервации разных племён располагались рядом и граничили друг с другом, и в случае необходимости могли бы бороться с неприятностями сообща. Узнав о планах вождя равнинных кри, правительство доминиона отказало ему в этом. Большой Медведь вёл переговоры о союзе с вождём Кроуфутом, лидером сиксиков, традиционных врагов кри.
Несмотря на то, что Большой Медведь не желал подписывать новые договора, он был вынужден передумать. Равнинные кри находились в тяжёлых условиях, много людей умерло от голода. Эти обстоятельства заставили пойти лидера кри на условия властей Канады, чтобы получить хотя бы немного продовольствия для своих людей. Когда канадские метисы подняли восстание, часть равнинных кри приняла участие в вооружённом конфликте.
Большой Медведь старался предотвратить убийства белых людей, но не смог заставить молодых воинов не участвовать в нападениях на военных и поселенцев. Несмотря на то, что он не принимал участия в военных действиях, Большой Медведь в 1885 году был приговорён к трём годам тюремного заключения. Вождь был освобождён досрочно в связи с ухудшением состояния здоровья и умер вскоре после этого 17 января 1888 года в резервации равнинных кри в Саскачеване.

## В кино
- Последним годам жизни знаменитого вождя посвящён художественный телефильм «Большой Медведь» (англ. Big Bear), снятый в 1993 году канадским режиссёром Джилом Кардиналом, происходящим из индейцев кри. Главную роль в фильме исполнил профессиональный актёр Гордон Тутусис[англ.] (1941-2011), выходец из того же племени, прямой потомок Жёлтого Одеяла — брата Большого Медведя.